# Micloșoara, Covasna
Micloșoara (în maghiară Miklósvár) este un sat ce aparține orașului Baraolt din județul Covasna, Transilvania, România. Se află în partea de vest a județului, în Depresiunea Brașovului.

## Clădiri istorice
- Castelul Kálnoky, din sec. XVI, construit în stilul Renașterii.